# Premierzy Związku Socjalistycznych Republik Radzieckich

## Przewodniczący Rady Komisarzy Ludowych ZSRR
| # | Imię i Nazwisko                | Portret | Kadencja        | Kadencja          | Partia polityczna | Partia polityczna                 |
| # | Imię i Nazwisko                | Portret | Od              | Do                | Partia polityczna | Partia polityczna                 |
| - | ------------------------------ | ------- | --------------- | ----------------- | ----------------- | --------------------------------- |
| 1 | Włodzimierz Lenin (1870–1924)  |         | 6 lipca 1923    | 21 stycznia 1924† |                   | RKP(b)                            |
| 2 | Aleksiej Rykow (1881–1938)     |         | 2 lutego 1924   | 19 grudnia 1930   |                   | RKP(b) (do 1925) WKP(b) (od 1925) |
| 3 | Wiaczesław Mołotow (1890–1986) |         | 19 grudnia 1930 | 6 maja 1941       |                   | WKP(b)                            |
| 4 | Józef Stalin (1878–1953)       |         | 6 maja 1941     | 19 marca 1946     |                   | WKP(b)                            |

## Przewodniczący Rady Ministrów ZSRR
| #   | Imię i Nazwisko               | Portret | Kadencja             | Kadencja             | Partia polityczna | Partia polityczna               |
| #   | Imię i Nazwisko               | Portret | Od                   | Do                   | Partia polityczna | Partia polityczna               |
| --- | ----------------------------- | ------- | -------------------- | -------------------- | ----------------- | ------------------------------- |
| (4) | Józef Stalin (1878–1953)      |         | 19 marca 1946        | 5 marca 1953†        |                   | WKP(b) (do 1952) KPZR (od 1952) |
| 5   | Gieorgij Malenkow (1902–1988) |         | 5 marca 1953         | 8 lutego 1955        |                   | KPZR                            |
| 6   | Nikołaj Bułganin (1895–1975)  |         | 8 lutego 1955        | 27 marca 1958        |                   | KPZR                            |
| 7   | Nikita Chruszczow (1894–1971) |         | 27 marca 1958        | 15 października 1964 |                   | KPZR                            |
| 8   | Aleksiej Kosygin (1904–1980)  |         | 15 października 1964 | 23 października 1980 |                   | KPZR                            |
| 9   | Nikołaj Tichonow (1905–1997)  |         | 23 października 1980 | 27 września 1985     |                   | KPZR                            |
| 10  | Nikołaj Ryżkow (1929–2024)    |         | 27 września 1985     | 17 stycznia 1991     |                   | KPZR                            |

## Premierzy ZSRR
| #  | Imię i Nazwisko             | Portret | Kadencja         | Kadencja         | Partia polityczna | Partia polityczna |
| #  | Imię i Nazwisko             | Portret | Od               | Do               | Partia polityczna | Partia polityczna |
| -- | --------------------------- | ------- | ---------------- | ---------------- | ----------------- | ----------------- |
| 11 | Walentin Pawłow (1937–2003) |         | 17 stycznia 1991 | 28 sierpnia 1991 |                   | KPZR              |
| 12 | Iwan Siłajew (1930–2023)    |         | 28 sierpnia 1991 | 25 grudnia 1991  |                   | KPZR              |